# Ruby Rose
Ruby Rose Langenheim (Melbourne, 1986. március 20. –) ausztrál modell, műsorvezető és színésznő.

## Élete és pályafutása

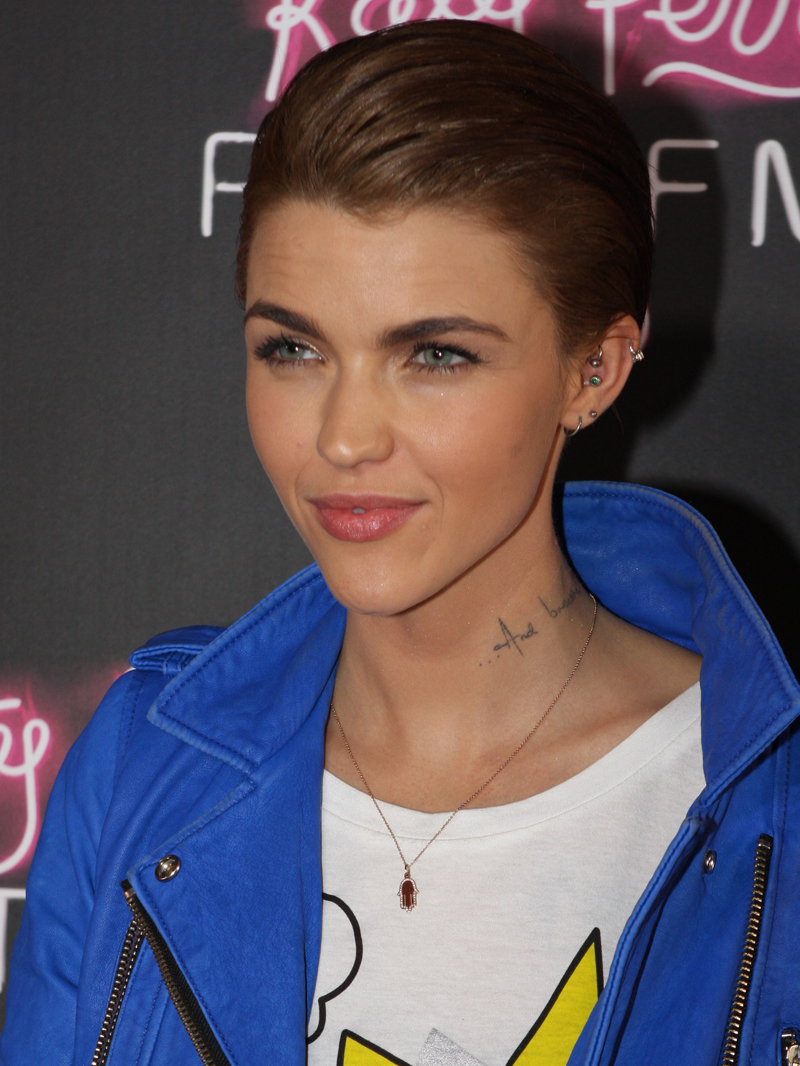
2012-ben

Ruby Rose Langenheim - ismertebb nevén Ruby Rose, ausztrál modell és MTV VJ (műsorvezető) 1986. március 20-án született Melbourne-ben. Édesanyja Katia Langenheim, 20 éves egyedülálló anya és művész - Ruby egyik példaképe - körbeutazta a lányával egész Ausztráliát, mielőtt letelepedett Melbourneben. Keresztapja, Lionel Rose, híres boxoló. Dédnagyapja, Alec Campbell, volt az utolsó életbenlévő katonája a Gallipoli csatának.
Ruby a University High School-on és a Footscray City College-ban folytatta a tanulmányait. Akkor lett híres, amikor részt vett a Girlfriend modell válogatáson 2002-ben, ahol a második helyezést érte el - az első helyet Catherine McNeil szerezte meg, akivel később eljegyezték egymást. A kapcsolat végül felbomlott.
Az ausztrál MTV VJ-ként is nagy hírnévnek örvend és jobban élvezi ezt a munkát, mint a modellkedést.  "Egy modellen mindig meg akarnak változtatni valamit. Mindig egy kicsit vékonyabb, kicsit magasabb, kicsit csinosabb modellt akarnak, de az MTV azt akarja, hogy önmagadat add ... semmit nem kell cenzúrázni és semmihez vagy senkihez nem kell igazodni". - nyilatkozta egyszer.

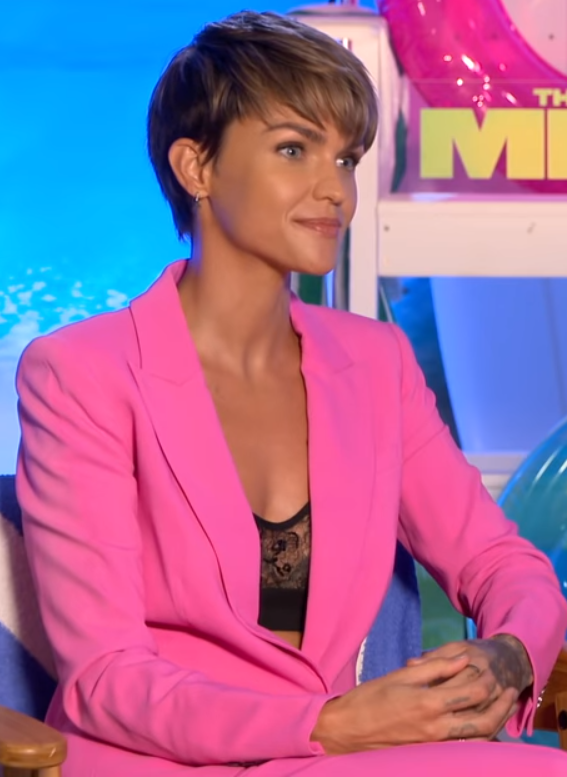
2018-ban

2009-ben Rose elnyerte a Legkedveltebb Női Személyiségnek járó ASTRA-díjat. Ezután Kenyába utazott egy kis jótékonysági munkára és szerepelt a Talkin' 'Bout Your Generation első epizódjában a komikus Josh Thomas oldalán. Egy alkalommal szerepelt az Ausztrália Következő Topmodell című műsorában is, vendég zsűritagként, majd a döntőben is megjelent. 2009 júliusától Dave Hughes, Charlie Pickering, Carrie Bickmore és James Mathison társaságában ő vezette a The 7pm Project-et, egy ausztrál televíziós hírműsort, de később távozott, hogy a saját terveivel foglalkozhasson. 2010-ben Ruby vezette az Ultimate School Musical, egy brit műsor ausztrál változatát (hétköznapi tinédzserek megkaptál a lehetőséget, hogy hat hét alatt, profi tanárok segítségével létrehozzanak egy zenei produkciót). Ő tudósított a Foxtel Mardi Gras-ról is három egymást követő éven át, ahogyan a 2010-es vancouveri téli olimpiai játékokról is. 2010-ben együtt dolgozott az ausztrál divatcéggel, a Milk and Honey-val, hogy olyan ruhákat hozzanak létre, amik megtestesítik Ruby egyéni stílusát és személyiségét. A Milk and Honey Designed by Ruby Rose kollekcióban található koptatott farmer, bőrdzseki és egyedi mintájú trikó (csak Ausztráliában forgalmazzák).
A filmezés is vonzza. 2013-ban Christina Ricci mellett játszott az Around the Block című filmben, valamint epizódszerepet kapott a Mr and Mrs Murder című sorozatban. 2013. március 31-én Rose beismerte, hogy depresszióval küzd és emiatt el kellett halasztania az áprilisra tervezett DJ-turnéját. 2014. július 17-én jelent meg a Break Free című rövidfilmje, amelyben nőies nőből erősen tetovált férfivá alakult át. 2015 októberében ő volt az MTV EMA díjátadó gála női házigazdája Milánóban. 2015-ben a Narancs az új fekete és a Dark Matter című sorozatokban játszott (az utóbbiban csak egy epizód erejéig), valamint filmeket is forgatott. 2016-ban a hangját kölcsönözte Biancának a  Sheep and Wolves című animációs filmben. 2017-ben olyan filmekben volt látható, mint A Kaptár – Utolsó fejezet, John Wick: 2. felvonás, Tökéletes hang 3. és a xXx: Újra akcióban. 2018-ban mellékszerepben tünt fel a Meg – Az őscápa című cápás filmben, amelynek forgatásán majdnem vízbe fulladt.
Jelenleg ő a Maybelline NY arca Ausztráliában.

## Magánélete
Rose 12 éves korában jött rá, hogy leszbikus, bár nem címkézte így magát; ekkor be is vallotta édesanyjának, ezekkel a szavakkal: "Azt hiszem, hogy tudnod kell, hogy ha majd végül is lesz egy pasim, akkor az lány lesz.". Tinédzserként szóbeli és fizikai bántalmazást is el kellett viselnie emiatt, 16 évesen még kórházba is került. 2008 és 2009 között beválasztották a 25 Legmeghatározóbb Meleg és Leszbikus Ausztrál közé. 2008-ban állítólag Jessica Origliasso-val, a The Veronicas egyik énekesnőjével volt kapcsolata, de ezt Ruby a blogjában tagadta. Azt azonban elismerte, hogy járt az  ANTM egyik versenyzőjével, Lola Van Vorsttal és egy ideig el volt jegyezve a modell Lyndsey Anne McMillannel. Már a kanadai esküvőjüket tervezték, amikor 2009 végén szakítottak. Nem sokkal később csókolózni látták egy ausztrál szupermodellel, Catherine McNeillel és úgy tűnt, hogy összeházasodnak, de végül ennek is szakítás lett a vége 2010. július 2-án. 2014 március 18-án bejelentette, hogy hivatalosan is eljegyezte magát Phoebe Dahllal (az író Roald Dahl unokája, a modell Sophie Dahl unokatestvére). 2016 novembere óta ismét Jessica Origliasso-val jár, és szerepelt a The Veronicas legújabb videóklipjében, az On Your Side-ban, amelyben szerelmespárt alakított Jessica-val.
Rose arról is híres, hogy számtalan tetoválás díszíti a testét, amit már sokszor megmutatott az ausztrál Maximban és a PETA fotózásán is.
2018-ban Magyarországon forgatott, mikor kórházba került egy a fülébe ragadt szilikon füldugó miatt, és ekkor szembesült a magyar egészségügy leépültségével. A történtek után elhatározta, segít a kórháznak, vásárolt is nagy mennyiségű játékot valamint orvosi kelléket.

## Filmográfia

### Film
| Év   | Magyar cím                            | Eredeti cím                          | Szerep                | Magyar hang     |
| ---- | ------------------------------------- | ------------------------------------ | --------------------- | --------------- |
| 2013 |                                       | Around the Block                     | Hannah                |                 |
| 2014 |                                       | Break Free (rövidfilm)               | önmaga                |                 |
| 2016 | Állati csetepata                      | Волки и овцы: бееезумное превращение | Bianca (angol hangja) |                 |
| 2016 | A Kaptár – Utolsó fejezet             | Resident Evil: The Final Chapter     | Abigail               | Csuha Borbála   |
| 2017 | xXx: Újra akcióban                    | XXX: Return of Xander Cage           | Adele Wolff           | Pálmai Anna     |
| 2017 | John Wick: 2. felvonás                | John Wick: Chapter 2                 | Ares                  | Hábermann Lívia |
| 2017 | Tökéletes hang 3.                     | Pitch Perfect 3                      | Féktelenség           | Laurinyecz Réka |
| 2018 | Meg – Az őscápa                       | The Meg                              | Jaxx Herd             | Pálmai Anna     |
| 2020 |                                       | Cranston Academy: Monster Zone       | Liz (angol hangja)    |                 |
| 2020 | The Doorman – Több mint portás        | The Doorman                          | Ali                   | Pálmai Anna     |
| 2020 | The Doorman – Több mint portás        | The Doorman                          | Ali                   | Csuha Borbála   |
| 2021 | SAS: Vonatrablás a Csatorna-alagútban | SAS: Red Notice                      | Grace                 | Gubik Petra     |
| 2021 |                                       | Vanquish                             | Victoria              |                 |
| 2022 |                                       | 1Up                                  | Parker                |                 |
| 2022 | A potyautas                           | Stowaway                             | Bella Denton          |                 |
| 2022 |                                       | Taurus                               | Bub                   |                 |
| 2023 |                                       | The Collective                       | Daisy                 |                 |
| 2024 |                                       | Dirty Angels                         | szanitéc              |                 |

### Televízió
| Év        | Magyar cím           | Eredeti cím                   | Szerep                      | Megjegyzések                            |
| --------- | -------------------- | ----------------------------- | --------------------------- | --------------------------------------- |
| 2007–2011 |                      | MTV Australia                 | önmaga                      | MTV VJ                                  |
| 2009–2010 |                      | 20 to 1                       | önmaga                      | 2 epizód                                |
| 2009      |                      | Talkin' 'Bout Your Generation | önmaga                      | 2 epizód                                |
| 2009      |                      | Australia's Next Top Model    | önmaga / meghívott zsűritag | 2 epizód                                |
| 2009      |                      | MTV Australia Awards 2009     | önmaga (házigazda)          | különkiadás                             |
| 2009–2011 |                      | The 7PM Project               | önmaga (házigazda)          | 35 epizód                               |
| 2010      |                      | Ultimate School Musical       | önmaga (házigazda)          |                                         |
| 2010      |                      | Logie Awards                  | önmaga (házigazda)          | különkiadás                             |
| 2013      |                      | Mr & Mrs Murder               | önmaga                      | 1 epizód                                |
| 2015      |                      | Dark Matter                   | Wendy                       | 1 epizód                                |
| 2015      |                      | 2015 MTV Europe Music Awards  | önmaga (házigazda)          |                                         |
| 2015–2016 | Narancs az új fekete | Orange Is the New Black       | Stella Carlin               | 9 epizód                                |
| 2017      | Playback párbaj      | Lip Sync Battle               | önmaga                      | 1 epizód (Milla Jovovich vs. Ruby Rose) |
| 2018–2019 | Flash – A Villám     | The Flash                     | Kate Kane / Batwoman        | 2 epizód                                |
| 2018–2019 | A zöld íjász         | Arrow                         | Kate Kane / Batwoman        | 2 epizód                                |
| 2018–2019 | Supergirl            | Supergirl                     | Kate Kane / Batwoman        | 2 epizód                                |
| 2019–2020 | Batwoman             | Batwoman                      | Kate Kane / Batwoman        | főszereplő (1. évad)                    |
| 2020      | A holnap legendái    | Legends of Tomorrow           | Kate Kane / Batwoman        | 1 epizód                                |